# ابتسام هجرس
ابتسام عبد الرحمن هجرس، سياسية بحرينية. ولدت في مدينة المحرق في 1 يناير 1960.

## السيرة
حصلت على شهادة الدبلوما العليا في الإدارة الدولية من بريطانيا وبرنامج تنمية ريادة الأعمال ودراسات في التجارة الخليجية من جامعة حلوان بمصر.
عملت سكرتيرة تنفيذية في شركة الملاحة العربية المتحدة للشحن من 1979 إلى 1982. ثم انتقلت للعمل في نفس الوظيفة في بنك البحرين والشرق الأوسط من 1983 إلى 1985. أدارت مشاريع عائلية خاصة من 1985 إلى 1994. عادت للعمل سكرتيرة تنفيذية ومديرة إدارة العلاقات العامة في شركات اتحاد الخليج للتأمين وإعادة التأمين من 1995 إلى 2009. ثم تم تعيينها سفيرة رواد الأعمال لنشرة ثقافة ريادة الأعمال من قبل الأمم المتحدة (اليونيدو) من 2009 إلى 2011.
في انتخابات مجلس النواب لعام 2011 فازت بمقعد الدائرة الثالثة في محافظة العاصمة بعدما جمعت 366 صوت ما نسبته 54.00%. وفي انتخابات عام 2014 خسرت مقعد الدائرة الثانية في محافظة العاصمة بعدما جمعت 412 صوت ما نسبته 15.83%.

### فيديو انتخابات 2014
أثناء انتخابات عام 2014 انتشر فيديو تظهر فيه وهي تجلس مع عدد من البحرينيين من أصول هندية وهي تتحدث معهم بلغتهم الأم في محاولة منها لكسب أصواتهم.